# S.S. Lazio Training Center
Il Lazio Training Center, anche noto come centro sportivo di Formello per via della sua localizzazione nel comune di Formello (RM), è un centro sportivo di proprietà della società calcistica italiana Società Sportiva Lazio.
La struttura ospita, dal 1997, gli allenamenti della prima squadra maschile e, dal 2015, gli allenamenti e gl'incontri della prima squadra femminile e gran parte delle attività del settore giovanile sia maschile sia femminile, oltre ad essere la sede del club.
Il centro d'allenamento si trova in via di Santa Cornelia 1000 a Formello, comune dell'area metropolitana di Roma.

## Storia
Dopo quasi quattro decenni trascorsi ad allenarsi nel Centro sportivo di Tor di Quinto (ribattezzato il 30 aprile 1977 come Centro sportivo "Tommaso Maestrelli"), ovvero dal 1958, la Lazio "trasloca" ufficialmente nel 1997 nel nuovo e moderno centro sportivo di Formello, voluto dall'allora presidente Sergio Cragnotti, il quale decise di costruire una struttura all'avanguardia che potesse ospitare gli allenamenti sia della prima squadra sia delle formazioni giovanili.
I lavori presero il via nel 1995 e vennero completati in soli due anni, tanto che il giorno 7 aprile 1997, anche se le Aquile ne usufruivano già dalla stagione sportiva 1995-1996, avvenne la presentazione di rito dell'impianto di Formello, attualmente uno dei più grandi in Italia con i suoi 26 ettari. Nel 2020 il centro sportivo, è stato restaurato e ampliato con diverse migliorie come: nuovi campi di allenamento, il rinnovo dell’area tecnica della prima squadra e della Primavera, la creazione di uno spazio interamente dedicato al settore giovanile e l’allestimento del Lazio Lab.
Per la realizzazione dell'Academy, sono previsti inoltre ulteriori migliorie e ampliamenti come nuovi campi di allenamento, uno stadio per le squadre del settore giovanile sia maschile e che femminile, una palazzina per la squadra femminile, una scuola per i giovani calciatori, la realizzazione di una chiesa e di un'altra foresteria.

## Struttura
Il centro sportivo che ospita la squadra della Lazio, sito in un'area di 40 ettari, comprende un campo principale, dove si allena la prima squadra e disputano le partite casalinghe la formazione Primavera e la sezione femminile; tale campo è stato intitolato nell'ottobre del 2012 alla memoria di Mirko Fersini, calciatore del vivaio biancoceleste scomparso in un grave incidente stradale nell'aprile dello stesso anno.
L'impianto sportivo presenta altri campi di calcio regolamentari dove far allenare le varie squadre giovanili della Lazio, come anche previsto nell'ambito del progetto Academy "Roberto Lovati", realizzato per volontà dell'attuale presidente Claudio Lotito, palestre con macchinari all'avanguardia, campi da tennis, piscine, una foresteria dove alloggiare, una Club House, il "Lazio Lab", ovvero un centro medico sanitario specializzato e all'avanguardia che presenta numerosi servizi e moderne tecnologie; sono inoltre presenti una sala adibita tecnologicamente per le conferenze stampa ed un'altra per le operazioni di marketing e presentazioni ufficiali di tesserati.
È presente all'interno del centro sportivo anche la redazione del mensile Lazio Style 1900 Official Magazine oltre agli avveniristici studi televisivi e radiofonici dai quali sono trasmesse le programmazioni rispettivamente di Lazio Style Channel e Lazio Style Radio.

## Utilizzo
La struttura ospita gli allenamenti della prima squadra maschile, della Primavera maschile,  della prima squadra femminile e dell'Under-15 femminile della Società Sportiva Lazio. Tali formazioni, con la sola eccezione della prima squadra maschile, vi disputano anche gl'incontri casalinghi ufficiali, per precisione nello stadio Mirko Fersini.
Tutte le altre formazioni giovanili maschili e femminili svolgono le proprie attività tra il Centro sportivo La Borghesiana e il Green Club Cedro, entrambi impianti sportivi di Roma.